# EM i banecykling 2015
Europamesterskaberne i banecykling 2015 var den sjette udgaven af elite-EM i banecykling og fandt sted i Velodrome Suisse i Grenchen, Schweiz, mellem 14. og 18. oktober.

## Deltagende lande
255 cykelryttere (98 kvinder, 157 mænd) fra 27 nationer deltog i mesterskaberne. Antal deltagere per nation er vist i parenteser.
- Østrig (3: 3 ♂)
- Aserbajdsjan (2: 1 ♂, 1 ♀)
- Belgien (9: 6 ♂, 3 ♀)
- Hviderusland (15: 10 ♂, 5 ♀)
- Bulgarien (3: 3 ♂)
- Tjekkiet (13: 11 ♂, 2 ♀)
- Danmark (7: 6 ♂, 1 ♀)
- Spanien (14: 8 ♂, 6 ♀)
- Finland (4: 2 ♂, 2 ♀)
- Frankrig (17: 10 ♂, 7 ♀)
- Storbritannien (20: 12 ♂, 8 ♀)
- Georgien (1: 1 ♂)
- Tyskland (20: 12 ♂, 8 ♀)
- Grækenland (4: 3 ♂, 1 ♀)
- Ungarn (2: 2 ♂)
- Irland (13: 6 ♂, 7 ♀)
- Italien (16: 8 ♂, 8 ♀)
- Litauen (8: 2 ♂, 6 ♀)
- Holland (12: 9 ♂, 3 ♀)
- Norge (3: 2 ♂, 1 ♀)
- Polen (17: 8 ♂, 9 ♀)
- Portugal (2: 2 ♂)
- Rusland (22: 12 ♂, 10 ♀)
- Schweiz (10: 8 ♂, 2 ♀) (vært)
- Slovakiet (1: 1 ♀)
- Tyrkiet (2: 2 ♂)
- Ukraine (15: 8 ♂, 7 ♀)

## Konkurrencer
| Event                       | Guld | Guld                               | Sølv | Sølv                               | Bronze | Bronze                                    |
| --------------------------- | --- | ---------------------------------- | --- | ---------------------------------- | --- | ----------------------------------------- |
| Herrernes konkurrencer      | |                                    | |                                    | |                                           |
| Spurt                       | Jeffrey Hoogland · Holland (NED)                                                                                | Jeffrey Hoogland · Holland (NED)   | Max Niederlag · Tyskland (GER) | Max Niederlag · Tyskland (GER)     | Damian Zieliński · Polen (POL)                                                                                    | Damian Zieliński · Polen (POL)            |
| Holdspurt                   | Holland · Nils van 't Hoenderdaal · Jeffrey Hoogland · Hugo Haak                                                | 43.232                             | Polen · Grzegorz Drejgier · Rafał Sarnecki · Krzysztof Maksel                                                                     | 43.358                             | Tyskland · Joachim Eilers · Max Niederlag · Robert Forstemann · Maximilian Levy                                   | 43.210                                    |
| Keirin                      | Pavel Kelemen · Tjekkiet                                                                                        | Pavel Kelemen · Tjekkiet           | François Pervis · Frankrig | François Pervis · Frankrig         | Denis Dmitriev · Rusland                                                                                          | Denis Dmitriev · Rusland                  |
| 1 km tidskørsel             | Jeffrey Hoogland · Holland (NED)                                                                                | 1:00.350                           | Joachim Eilers · Tyskland (GER)                                                                                                   | 1:00.569                           | Robin Wagner · Tjekkiet (CZE)                                                                                     | 1:01.057                                  |
| Omnium                      | Elia Viviani · Italien (ITA)                                                                                    | 191 pts                            | Lasse Norman Hansen · Danmark (DEN)                                                                                               | 191 pts                            | Jonathan Dibben · Storbritannien (GBR)                                                                            | 188 pts                                   |
| Holdforfølgelse             | Storbritannien · Jonathan Dibben · Owain Doull · Andy Tennant · Bradley Wiggins · Steven Burke · Matthew Gibson | 3:55.243                           | Schweiz · Silvan Dillier · Stefan Küng · Frank Pasche · Thery Schir                                                               | 3:57.245                           | Danmark · Lasse Norman Hansen · Daniel Henning Hartvig · Casper Pedersen · Rasmus Quaade · Mathias Møller Nielsen | 3:57.930                                  |
| Individuelt forfølgelsesløb | Stefan Küng · Schweiz (SUI)                                                                                     | 4:14.992                           | Domenic Weinstein · Tyskland (GER)                                                                                                | 4:17.775                           | Dion Beukeboom · Holland (NED)                                                                                    | 4:21.669                                  |
| Pointløb                    | Wojciech Pszczolarski · Polen (POL)                                                                             | 24                                 | Benjamin Thomas · Frankrig (FRA)                                                                                                  | 21                                 | Claudio Imhof · Schweiz (SUI)                                                                                     | 19                                        |
| Scratch                     | Sebastián Mora · Spanien (ESP)                                                                                  | Sebastián Mora · Spanien (ESP)     | Tristan Marguet · Schweiz (SUI)                                                                                                   | Tristan Marguet · Schweiz (SUI)    | Adrian Tekliński · Polen (POL)                                                                                    | Adrian Tekliński · Polen (POL)            |
| Udskilningsløb              | Bryan Coquard · Frankrig (FRA)                                                                                  | Bryan Coquard · Frankrig (FRA)     | Simone Consonni · Italien (ITA)                                                                                                   | Simone Consonni · Italien (ITA)    | Christopher Latham · Storbritannien (GBR)                                                                         | Christopher Latham · Storbritannien (GBR) |
| Madison                     | Spanien · Sebastián Mora · Albert Torres                                                                        | 12                                 | Rusland · Mikhail Radionov · Andrey Sazanov                                                                                       | 0                                  | Frankrig · Morgan Kneisky · Bryan Coquard                                                                         | 24 (-1 lap)                               |
| Damernes konkurrencer       | |                                    | |                                    | |                                           |
| Spurt                       | Elis Ligtlee · Holland (NED)                                                                                    | Elis Ligtlee · Holland (NED)       | Anastasiia Voinova · Rusland (RUS)                                                                                                | Anastasiia Voinova · Rusland (RUS) | Kristina Vogel · Tyskland (GER)                                                                                   | Kristina Vogel · Tyskland (GER)           |
| Holdspurt                   | Rusland · Anastasiia Voinova · Daria Shmeleva                                                                   | 32.443                             | Tyskland · Miriam Welte · Kristina Vogel                                                                                          | 33.013                             | Holland · Laurine van Riessen · Elis Ligtlee                                                                      | 33.091                                    |
| Keirin                      | Elis Ligtlee · Holland                                                                                          | Elis Ligtlee · Holland             | Virginie Cueff · Frankrig | Virginie Cueff · Frankrig          | Ekaterina Gnidenko · Rusland                                                                                      | Ekaterina Gnidenko · Rusland              |
| 500 m tidskørsel            | Anastasiia Voinova · Rusland (RUS)                                                                              | 32.794 VR                          | Elis Ligtlee · Holland (NED) | 33.561                             | Daria Shmeleva · Rusland (RUS)                                                                                    | 33.842                                    |
| Omnium                      | Laura Trott · Storbritannien                                                                                    | 231                                | Amalie Dideriksen · Danmark | 195                                | Aušrinė Trebaitė · Litauen                                                                                        | 185                                       |
| Holdforfølgelse             | Storbritannien · Laura Trott · Katie Archibald · Elinor Barker · Joanna Rowsell · Ciara Horne                   | 4:17.010                           | Rusland · Gulnaz Badykova · Tamara Balabolina · Aleksandra Chekina · Maria Savitskaya · Evgenia Romanyuta · Aleksandra Goncharova | OVL                                | Hviderusland · Katsiaryna Piatrouskaya · Polina Pivavarava · Ina Savenka · Marina Shmayankova                     | 4:32.595                                  |
| Individuelt forfølgelsesløb | Katie Archibald · Storbritannien (GBR)                                                                          | 3:32.832                           | Élise Delzenne · Frankrig (FRA)                                                                                                   | 3:37.331                           | Ciara Horne · Storbritannien (GBR)                                                                                | 3:35.288                                  |
| Scratch                     | Laura Trott · Storbritannien (GBR)                                                                              | Laura Trott · Storbritannien (GBR) | Kirsten Wild · Holland (NED) | Kirsten Wild · Holland (NED)       | Roxane Fournier · Frankrig (FRA)                                                                                  | Roxane Fournier · Frankrig (FRA)          |
| Pointløb                    | Katarzyna Pawłowska · Polen (POL)                                                                               | 46                                 | Élise Delzenne · Frankrig (FRA)                                                                                                   | 35                                 | Stephanie Pohl · Tyskland (GER)                                                                                   | 32                                        |
| Udskilningsløb              | Katie Archibald · Storbritannien                                                                                | Katie Archibald · Storbritannien   | Annalisa Cucinotta · Italien | Annalisa Cucinotta · Italien       | Irene Usabiaga · Spanien                                                                                          | Irene Usabiaga · Spanien                  |

- konkurrencer der vises i en mørkere grå nuance er ikke-olympiske discipliner

## Medaljeoversigt
Værten er fremhævet med lavendelblåt.
| Placering | Land           | Guld | Sølv | Bronze | Total |
| --------- | -------------- | ---- | ---- | ------ | ----- |
| 1         | Storbritannien | 6    | 0    | 3      | 9     |
| 2         | Holland        | 5    | 2    | 2      | 9     |
| 3         | Rusland        | 2    | 3    | 3      | 8     |
| 4         | Polen          | 2    | 1    | 2      | 5     |
| 5         | Spanien        | 2    | 0    | 1      | 3     |
| 6         | Frankrig       | 1    | 5    | 2      | 8     |
| 7         | Schweiz        | 1    | 2    | 1      | 4     |
| 8         | Italien        | 1    | 2    | 0      | 3     |
| 9         | Tjekkiet       | 1    | 0    | 1      | 2     |
| 10        | Tyskland       | 0    | 4    | 3      | 7     |
| 11        | Danmark        | 0    | 2    | 1      | 3     |
| 12        | Hviderusland   | 0    | 0    | 1      | 1     |
| 12        | Litauen        | 0    | 0    | 1      | 1     |
| Total     | Total          | 21   | 21   | 21     | 63    |